# Chondrodesmus granosus
Chondrodesmus granosus är en mångfotingart som först beskrevs av Carl 1902.  Chondrodesmus granosus ingår i släktet Chondrodesmus och familjen Chelodesmidae. Inga underarter finns listade i Catalogue of Life.